# نادي إنتر كارديف
نادي إنتر كارديف لكرة القدم (Inter Cardiff Football Club) هو نادي كرة قدم ويلزي، تأسس سنة 1990.